# 布特大樓
布特大樓（英語：Bute House）是蘇格蘭首席部長的官邸。布特大樓位於愛丁堡新城的夏洛特廣場。雖然布特大樓是蘇格蘭首席部長的官邸，但布特大樓並非由蘇格蘭政府所有，而是由蘇格蘭國民信託所有。

## 外部連結
- The Scottish Government （页面存档备份，存于）
- The Scotland Office （页面存档备份，存于）
- The Scottish Parliament （页面存档备份，存于）
- （页面存档备份，存于）